# Vägen från varjagerna till grekerna

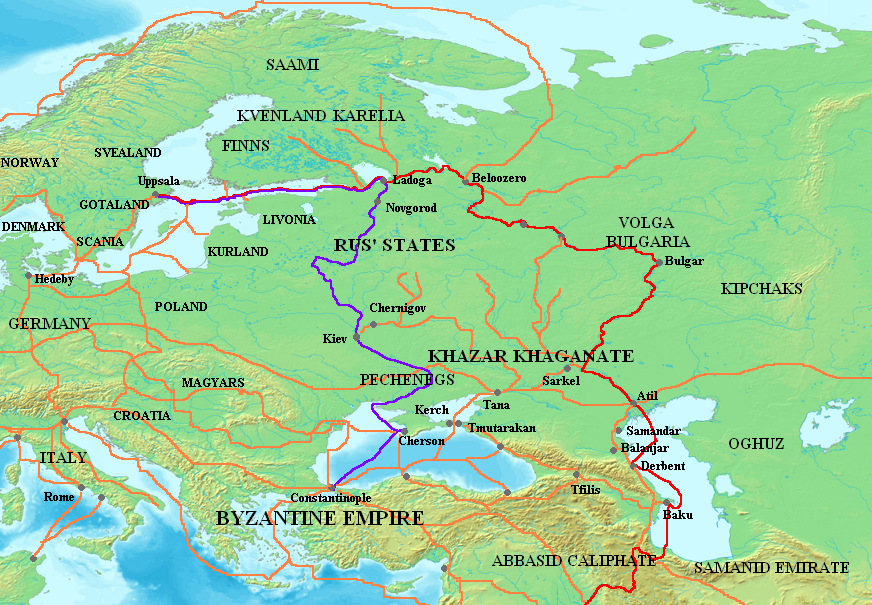
Nordbornas farleder i österled:
Vägen från varjagerna till grekerna
Volgas handelsrutt

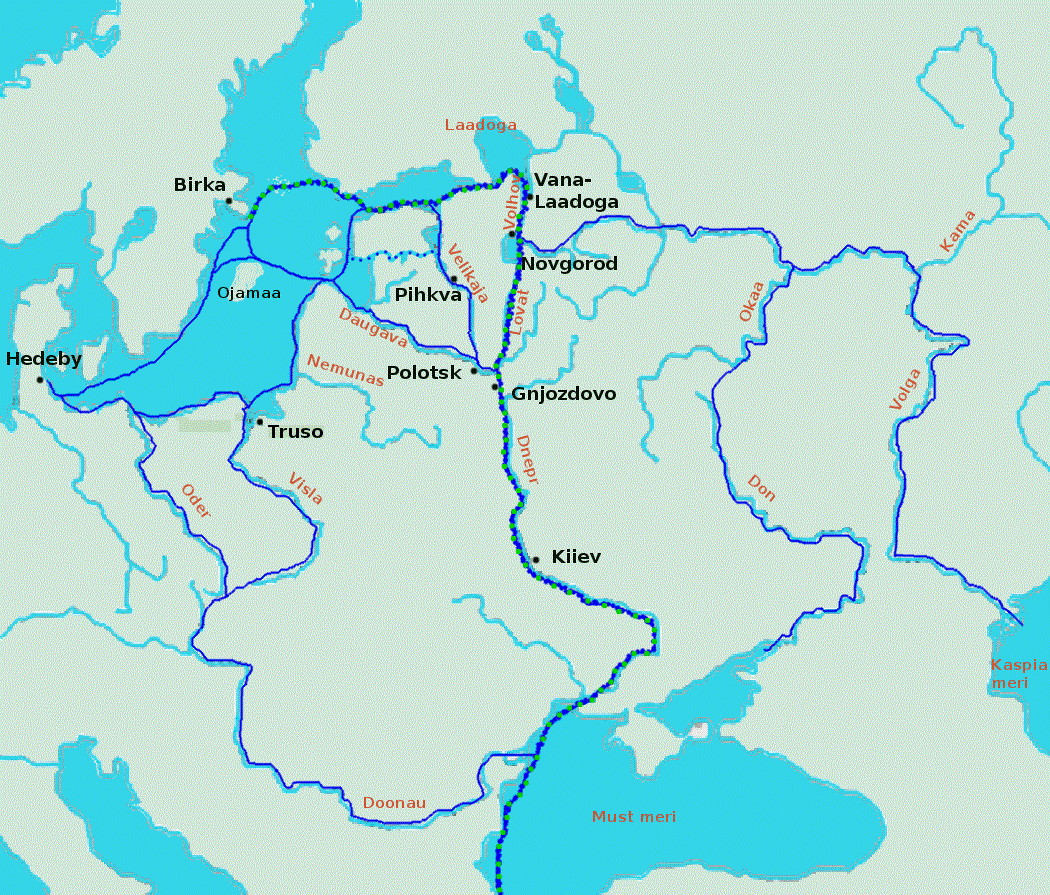
De olika rutterna som togs av nordborna till grekerna.

Vägen från varjagerna till grekerna (ryska: «Путь из варяг в греки», "Put iz varjag v greki") var enligt den gammalryska Nestorskrönikan en färdled i österled som sammanband Skandinavien, Kievriket och Bysantinska riket med hjälp av Östeuropas vattenvägar. Krönikans text i detta avsnitt lyder enligt den senaste svenska översättningen: 
| ”                        | När poljanerna levde för sig själva i bergstrakterna, gick det en väg från varjagerna till grekerna, från grekerna åter längs Dnepr, och vid Dneprs övre lopp fanns ett dragställe till Lovot, och när man följer Lovot kommer man till Ilmen, en stor sjö, och från denna flyter Volchov och den flyter ut i den stora sjön Nevo, medan denna sjös mynning går ut i Varjagiska havet | „ |
| – G. Oxenstiernas övers. | |   |

Lovot heter i dag Lovat, Nevo är Ladoga och Neva och med Varjagiska havet åsyftas Östersjön. Med grekerna menas det Bysantinska riket, vars huvudstad var Konstantinopel (dagens turkiska Istanbul) – skandinaverna kallade staden Miklagård.
Äldre svensk forskning tänkte sig att leden varit en genomgående handelsled mellan det vikingatida Skandinavien och Bysans. Emellertid finns det påtagligt ont om bysantinska arkeologiska fynd från vikingatiden i Skandinavien. Bysantinska mynt är således, jämfört med de islamska från denna tid, verkliga rariteter. De kontakter som är kända från inskriptioner på runstenar är först från 1000-talet, främst dess senare del, och syftar uppenbarligen oftast på män som gått ut som kejserliga legosoldater. Handelsförbindelser mellan de fornryska furstendömena, speciellt Kiev, och Bysans är däremot kända från många källor från 900-talet. 
Det har aldrig varit möjligt att färdas med båt hela sträckan längs leden. Den över 500 km långa floden Lovat, som nämns i krönikan, är i sitt översta och mellersta lopp smal och stenig. Den har en häftig vårflod, som man i historisk tid utnyttjat till flottning. På sommaren sinar den. Svenska och norska arkeologer gjorde på 1990-talet färdexperiment med båtar av vikingatida typ, bland annat med båten Aifur,  längs hela sträckan. Detta tillförde värdefull, jämförande kunskap. Det är rimligt att tänka sig, att resenärer följde Lovats ofarbara partier till fots eller i sadeln.

## Historia
Skandinaver trängde in i områdena öster om Östersjön på 800-talet, kanske ännu något tidigare. Detta vet vi säkert både genom arkeologiska och historiska källor. De färdades då bland annat uppför Neva, Ladoga och Volchov. Vid Ilmen låg Novgorods föregångare, en plats som numera kallas Gorodisjtje (eller Rjurikovo Gorodisjtje, "Ruriks gamla stad"). Under andra hälften av 800-talet trängde skandinaver därifrån fram söderut mot Kiev och börjar då även omtalas i skriftliga källor från Bysans. Därmed var "Vägen från varjagerna till grekerna" en realitet, även om den inte är känd i skrift förrän från 1100-talet.